# 拉马尔县 (密西西比州)
拉馬爾縣（英語：Lamar County）是美國密西西比州南部的一個縣。面積1,296平方公里。根據美國2000年人口普查，共有人口39,070人，其中白人占85.34%、非裔美国人占12.09%，拉美裔人佔1.09%。縣治普維斯 (Purvis)。
拉馬爾縣成立於1904年3月13日。縣名紀念代表密西西比州的參議員、內政部長L·Q·C·拉馬爾 (Lucius Quintus Cincinnatus Lamar)。